# クラーク郡 (イリノイ州)

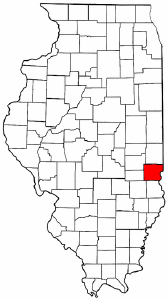
イリノイ州内の位置

クラーク郡 (Clark County) は、アメリカ合衆国イリノイ州にある郡である。2000年の人口は17,008人である。この郡庁所在地はマーシャルである。この郡はアメリカ独立戦争の英雄ジョージ・ロジャース・クラークの名を取って命名された。

## 地理
アメリカ合衆国統計局によると、この郡は総面積1,308 km2 (505 mi2) である。このうち1,299 km2 (502 mi2) が陸地で9 km2 (3 mi2) が水地域である。総面積の0.67%が水地域となっている。

### 隣接する郡
- エドガー郡（北）
- ビーゴ郡 (インディアナ州)（北東）
- サリバン郡 (インディアナ州)（北東）
- クロウフォード郡（南）
- ジャスパー郡（南西）
- カンバーランド郡（西）
- コールズ郡（北西）

## 人口動静
2000年国勢調査で、この郡は人口17,008人、6,971世帯、及び4,809家族が暮らしている。人口密度は13/km2 (34/mi2) である。6/km2 (16/mi2) の平均的な密度に7,816軒の住居が建っている。この郡の人種的構成は白人98.78%、アフリカン・アメリカン0.20%、先住民0.18%、アジア0.14%、太平洋諸島系0.03%、その他の人種0.08%、及び混血0.59%である。人口の0.32%がヒスパニックまたはラテン系である。
この郡内の住民は24.90%が18歳未満の未成年、18歳以上24歳以下が7.40%、25歳以上44歳以下が26.60%、45歳以上64歳以下が23.10%、及び65歳以上が18.00%にわたっている。中央値年齢は39歳である。女性100人ごとに対して男性は94.70人である。18歳以上の女性100人ごとに対して男性は90.80人である。
この郡内の世帯ごとの平均的な収入は35,967米ドルであり、家族ごとの平均的な収入は43,213米ドルである。男性は32,035米ドルに対して女性は20,954米ドルの平均的な収入がある。この郡の一人当たりの収入 (per capita income) は17,655米ドルである。人口の9.20%及び家族の6.40%は貧困線以下である。全人口のうち18歳未満の12.20%及び65歳以上の7.50%は貧困線以下の生活を送っている。

## 都市及び町
- Casey
- マーシャル
- Martinsville
- ウエストフィールド

1. ↑   Find a County, National Association of Counties 2011年6月7日閲覧。
2. ↑   American FactFinder, United States Census Bureau 2008年1月31日閲覧。